# ヨーロッパオープン・ブカレスト
ヨーロッパオープン・ブカレスト(Europian Open Bucharest)はルーマニアの国際柔道大会

## 来歴
2009年よりIJFワールド柔道ツアーの一環として、グランドスラム、グランプリなどに次ぐ位置付けとなったワールドカップのうちの1大会。なお、今大会は世界ランキング対象大会であるが、国際柔道連盟主催ではなく大陸連盟主催の大会であるため、ワールド柔道ツアーには含まれない。年度によって男女交互に開催される。以前は「ルーマニア国際柔道大会」と呼ばれていた。2009年から「ワールドカップ・ブカレスト」という名称になったが、2013年には「ヨーロッパオープン・ブカレスト」という名称に変更された。2017年からはクルジュ＝ナポカで開催されることになった。2018年は開催されなかったが、2019年に再開された。2020年から2年間は新型コロナウイルスの影響で開催されなかったが、2022年に3年ぶりに再開された。

## 名称の変遷
- ルーマニア国際柔道大会 (-2008)
- ワールドカップ・ブカレスト World Cup Bucharest (2009-2012)
- ヨーロッパオープン・ブカレスト Europian Open Bucharest (2013-)
- ヨーロッパオープン・クルジュ＝ナポカ Europian Cluj-Napoca (2017-)

## 優勝者

### 男子
| 年     | 60 kg級                | 66 kg級                  | 73 kg級                | 81 kg級                            | 90 kg級                | 100 kg級                 | 100 kg超級                   |
| 2009年 | パベル・ペトリコフ     | パヴェル・ザグロドニク   | キム・チョルス         | ヴァレリウ・ドゥミニカ             | エルハン・ママドフ     | ルカシュ・クルパレク     | ウォルター・サントス         |
| 2011年 | ベトキル・シュクバニ   | ダンゲョルゲ・ファシー   | ラスル・ボキエフ       | アブタンディル・チリキシビリ       | ズビアド・ゴゴチュリ   | ルカシュ・クルパレク     | ボル・バルナ                 |
| 2013年 | ヤニスラフ・ゲルチェフ | タル・フリッカー         | デニス・ヤルツェフ     | ヨアシム・ボティオー               | ムラト・ガシエフ       | ディーノ・プフェイファー | ロベルト・ジンマーマン       |
| 2015年 | ベキル・オズリュ       | アドリアン・ゴンボッチ   | イゴール・ヴァントケ   | イバン・フェリペ・シルバ・モラレス | ミハエル・ジュガンク   | アルテム・ブロシェンコ   | オニーセ・ブグハゼ           |
| 2017年 | ダニエル・ベンダビド   | ゲボルグ・ハチャトリアン | ジェフレイ・ルイス     | ヨアキム・ボティオ                 | トゥラル・サフグリエフ | クレマン・デルベル       | ダニエル・ナテア             |
| 2019年 | エリオス・マンツィ     | ビアジオ・ステファネッリ | レオナルド・カサグリア | ウラジーミル・アハルカツィ         | ラシャ・ベカウリ       | オニセ・サネブリゼ       | グラム・ツシシビリ           |
| 2022年 | ナジル・タリボフ       | ダニエル・カペルシュニク | テルマン・ワリエフ     | ミハイル・ラティセフ               | ムラド・ファティエフ   | アスレイ・ゴンサレス     | マゴメドマル・マゴメドマロフ |

### 女子
| 年     | 48 kg級                | 52 kg級                | 57 kg級                | 63 kg級                    | 70 kg級                      | 78 kg級                      | 78 kg超級            |
| 2010年 | アリナ・ドゥミトル     | 安琴愛                 | コリーナ・カプリオリウ | ヴロラ・ベデティ           | マイレーヌ・ショレ           | ヨー・アビゲール             | 劉歓縁               |
| 2012年 | アメリ・ロセヌー       | アンドレア・キトゥ     | オトーヌ・パヴィア     | ジェマ・ハウエル           | リュシ・デコス               | オドレー・チュメオ           | ジョバンナ・ブランコ |
| 2015年 | モニカ・ウングレアーヌ | アンドレア・キトゥ     | アメリ・ギウル         | ユール・フランセン         | サンネ・ファンデイケ         | サマ＝ハワ・カマラ           | ラリサ・ツェリッチ   |
| 2017年 | モニカ・ウングレアーヌ | アガタ・ペレンチ       | プリシラ・ネト         | クラリス・アグベニュー     | マリー＝エヴ・ガイエ         | ベルナデッテ・グラフ         | ガリーナ・タラソワ   |
| 2019年 | フランセスカ・ミラーニ | グルタイ・ママダリエワ | ゲタヌ・デュベール     | アンゲリカ・シマンスカ     | アリナ・ベーム               | ファニー＝エステル・ポスビト | マリーヌ・エルブ     |
| 2022年 | トゥーツェ・ベデル     | ティンカ・イーストン   | アンア・ダブロウスカ   | フロレンティナ・イバネスク | ジェミマ・イエーツ＝ブラウン | コラリ・ゴドブ               | クブラヌル・エシル   |

## 外部サイト
- IJF World Cup Bucharest